# Lyndon (Kansas)
Pour les articles homonymes, voir Lyndon.
La ville de Lyndon est le siège du comté d'Osage, situé dans le Kansas, aux États-Unis.